# Urba (album)
Pour les articles homonymes, voir Urba.
Albums de Tri Yann
La Découverte ou l'Ignorance An heol a zo glaz
Urba est le cinquième album du groupe Tri Yann, paru en 1978. Il comporte la chanson Le Soleil est noir, consacré à la marée noire provoquée par le naufrage de l'Amoco Cadiz. À l'occasion de l'enregistrement de cet album, le groupe s'étoffe avec l'arrivée du batteur Gérard Goron.

## Titres
| No  | Titre                                                                | Durée |
| --- | -------------------------------------------------------------------- | ----- |
| 1.  | Trihori médiéval (Traditionnel/Tri Yann)                             | 2:04  |
| 2.  | Le Vieux Laudia (Tri Yann - Traditionnel)                            | 2:38  |
| 3.  | Francez (Tri Yann - Traditionnel)                                    | 3:49  |
| 4.  | Kerfank 1870 (Tri Yann - Traditionnel)                               | 3:09  |
| 5.  | L'Aimante à la grand'messe (Tri Yann - Traditionnel)                 | 5:56  |
| 6.  | Hanter dro macabre (Tri Yann - Traditionnel)                         | 4:46  |
| 7.  | Branle de Saint-Cyr-en-Retz (Pilée rondoise) (Traditionnel/Tri Yann) | 3:29  |
| 8.  | An Distro euz a-vro Zaoz (Traditionnel/Tri Yann)                     | 10:27 |
| 9.  | Les Échevins de Nantes (Tri Yann - Traditionnel)                     | 2:52  |
| 10. | Le Soleil est noir (Tri Yann - Traditionnel)                         | 3:52  |
| 11. | Trihori décadent (Traditionnel/Tri Yann)                             | 2:19  |

## Musiciens
- Jean Chocun : chant, guitares acoustique, classique et électrique, accordéon diatonique
- Jean-Paul Corbineau : chant, mandoloncelle, guitares acoustique et électrique
- Jean-Louis Jossic : chant, bombarde, chalémie, cromorne, hautbois baroque, flûtes irandaise et baroque, psaltérion, guimbarde
- Bernard Baudriller : chant, basse, violoncelle, violon, flûte traversière, mandoline
- Gérard Goron : chant, batterie, percussions, dulcimer, basse, mandoloncelle, guitare électrique

avec la participation de :
- Christine Authier : chant
- Karl-Heinz Schäfer : claviers